# Crocomela erectistria
Crocomela erectistria är en fjärilsart som beskrevs av W. Warren 1904. Crocomela erectistria ingår i släktet Crocomela och familjen björnspinnare. Inga underarter finns listade i Catalogue of Life.